# いとしいキミ (末次由紀の漫画)
『いとしいキミ』は、末次由紀による日本の漫画作品。1998年から1999年まで、『別冊フレンド』『別冊フレンドDX Juliet』（いずれも講談社）において掲載された読み切り作品のシリーズ。全3話。単行本は全1巻。2005年10月、作者の構図盗用が問題となったことに伴い、単行本は絶版・回収となった。

## 概要
女子高校生を主人公とした恋を描いた作品。作品の舞台となっている学校は、作者の母校である福岡県立香住丘高等学校がモデルになっている。
- July - 『別冊フレンドDX Juliet』1998年10月号
- August - 『別冊フレンド』1999年9月号
- September - 『別冊フレンド』1998年10月号

## あらすじ

### July
高校3年生の住友まゆみは、1年生の時から同級生の奈良崎に恋していた。今年の夏こそは告白しようと決意したまゆみだったが、7月のある日、奈良崎が1学期末に転校すると知らされる。勇気を振り絞ったまゆみは、学校に程近い遊園地の観覧車で泣きながら奈良崎に告白。奈良崎は同じ大学に行けるように一緒にがんばろうと、まゆみの想いに応える。

### August
高校2年生の観月ちはやは、クラスに女子が4人しかいない理系クラスにいた。男子生徒に囲まれ男性嫌いになりかけていたが、同じクラスの久遠寺だけはそんな怖さを感じずにいた。課外授業と部活動が続く8月に久遠寺と急接近したちはやは、自分が久遠寺を好きな気持ちに気づき、臆病さを乗り越えて彼との恋に飛び込んでいく。

### September
藤生ちとせは、先輩のサッカー部員・高須賀に3カ月間猛烈にアタックして付き合い始める。だが、一緒にいてもおざなりな高須賀の態度に、付き合っているのは同情であり好かれていないと感じ、ちとせから別れを切り出す。自分を好きになってもらうことから始めればよかったと気づいたちとせの前に高須賀が現れ、ちとせを好きだと告げる。

## 主な登場人物

### July
住友 まゆみ（すみとも まゆみ）
主人公の高校2年生。奈良崎と一緒にいるために苦手な理系クラスを選んだり、早起きして同じ電車で通学するなど、2年半、一途な想いを抱いてきた。数少ない奈良崎との会話で話題になった学校近くの遊園地・香椎花園に2人で行こうとするが挫折。K大学への進学をめざしている。
奈良崎（ならさき）
まゆみの同級生。父親は自衛隊員。3年生の1学期限りで鹿児島へ転校することになる。K大学への進学と鹿児島の大学への進学を決めかねている。

### August
観月 ちはや（みづき ちはや）
高校2年生の水泳部員。男子が苦手。臆病な性格で、落ちそうだからという理由で階段を勢い良く下りることができない。
久遠寺（くおんじ）
ちはやの同級生。バスケットボール部員。同じ中学校出身で、クラスの中で唯一、ちはやが怖くないと感じる男子生徒。

### September
藤生 ちとせ（ふじお ちとせ）
主人公。絵の下手な美術部員。入部の動機は、グラウンドで部活動する高須賀が美術室からよく見えるから。3カ月間、同級生のサッカー部員やマネージャーの協力を得て猛烈にアタックして、高須賀と付き合う。
高須賀（たかすが）
ちとせの先輩で、サッカー部員。女子生徒に人気がある。ちとせと付き合うことを決めた動機は、好きだとアタックされたからだったが、ちとせが自分に寄せていた想いを知り、好きだという自分の気持ちをちとせに告げる。

## 書誌情報
- 末次由紀 『いとしいキミ』 講談社〈講談社コミックスフレンドB〉全1巻、1999年10月13日発売、ISBN 4-06-303168-3